# Petroleuciscus kurui
Petroleuciscus kurui är en fiskart som först beskrevs av Bogutskaya, 1995.  Petroleuciscus kurui ingår i släktet Petroleuciscus och familjen karpfiskar. Inga underarter finns listade i Catalogue of Life.